# (12308) 1991 VB5
1991 في بي 5 (ويعرف أيضًا باسم (12308) 1991 في بي 5 وفق تسمية الكوكب الصغير) (بالإنجليزية: 1991 VB5)‏ هو كويكب ضمن حزام الكويكبات؛ وترتيبه 12308 من حيث الاكتشاف.
اكتُشف هذا الجُرم الفلكي بواسطة Atsushi Sugie ‏ في 4 نوفمبر 1991.

## وصلات خارجية
- (12308) 1991 VB5 في قاعدة بيانات مختبر الدفع النفاث لأجرام النظام الشمسي الصغيرة

- الاكتشاف · مخطط المدار ·  العناصر المدارية · المعلمات المادية

- (12308) 1991 VB5 على موقع ويكي سكاي: DSS2, SDSS, GALEX, IRAS, Hydrogen α, X-Ray, Astrophoto, Sky Map, Articles and images